# Faust (Gounod)
Faust (mit deutschem Titel auch „Margaret(h)e“) ist eine Oper in fünf Akten von Charles Gounod. Das Libretto stammt von Jules Barbier und Michel Carré nach Goethes Faust I.
Die Uraufführung fand am 19. März 1859 in Paris (Théâtre-Lyrique) statt, die deutsche Erstaufführung am 15. Februar 1861 in Darmstadt. Eine Neufassung durch den Komponisten wurde am 3. März 1869 an der Pariser Oper erstmals aufgeführt.

## Geschichte
Gounod lernte Goethes Faust-Dichtung bereits um 1828 kennen. Doch erst durch Carrés französische Fassung Faust et Marguerite wurde er zu einer Oper angeregt, die schließlich 1856 bis 1858 in Zusammenarbeit mit dem Librettisten Barbier entstand. Von der Pariser Opéra wurde das Werk abgelehnt, so dass es schließlich am Théâtre-Lyrique seine Uraufführung erlebte. Die Erstfassung wurde im Stile der Opéra-comique aufgeführt, also mit gesprochenen Dialogen. Später wurden diese durch komponierte Rezitative ersetzt. Auch einige Szenen kamen für die Aufführung an der Pariser Oper  noch dazu (Romanze des Siébel, Arie des Valentin, Ballettmusik zur Walpurgisnacht, Serenade Mephistos). Diese Version ist die heute noch übliche Fassung der Oper.
Faust war von Beginn an ein großer Erfolg. In den ersten zehn Jahren wurde sie alleine an ihrer Uraufführungsstätte etwa 300 Mal aufgeführt, daneben folgten Inszenierungen in Straßburg (1860), Deutschland und Italien (ab 1862). An der Pariser Opéra folgten 3000 Aufführungen.
Die Metropolitan Opera in New York wurde 1883 mit einer Aufführung von Faust eröffnet. Diese Bühne machte sich um die Pflege von Gounods Oper bis heute besonders verdient.

## Handlung

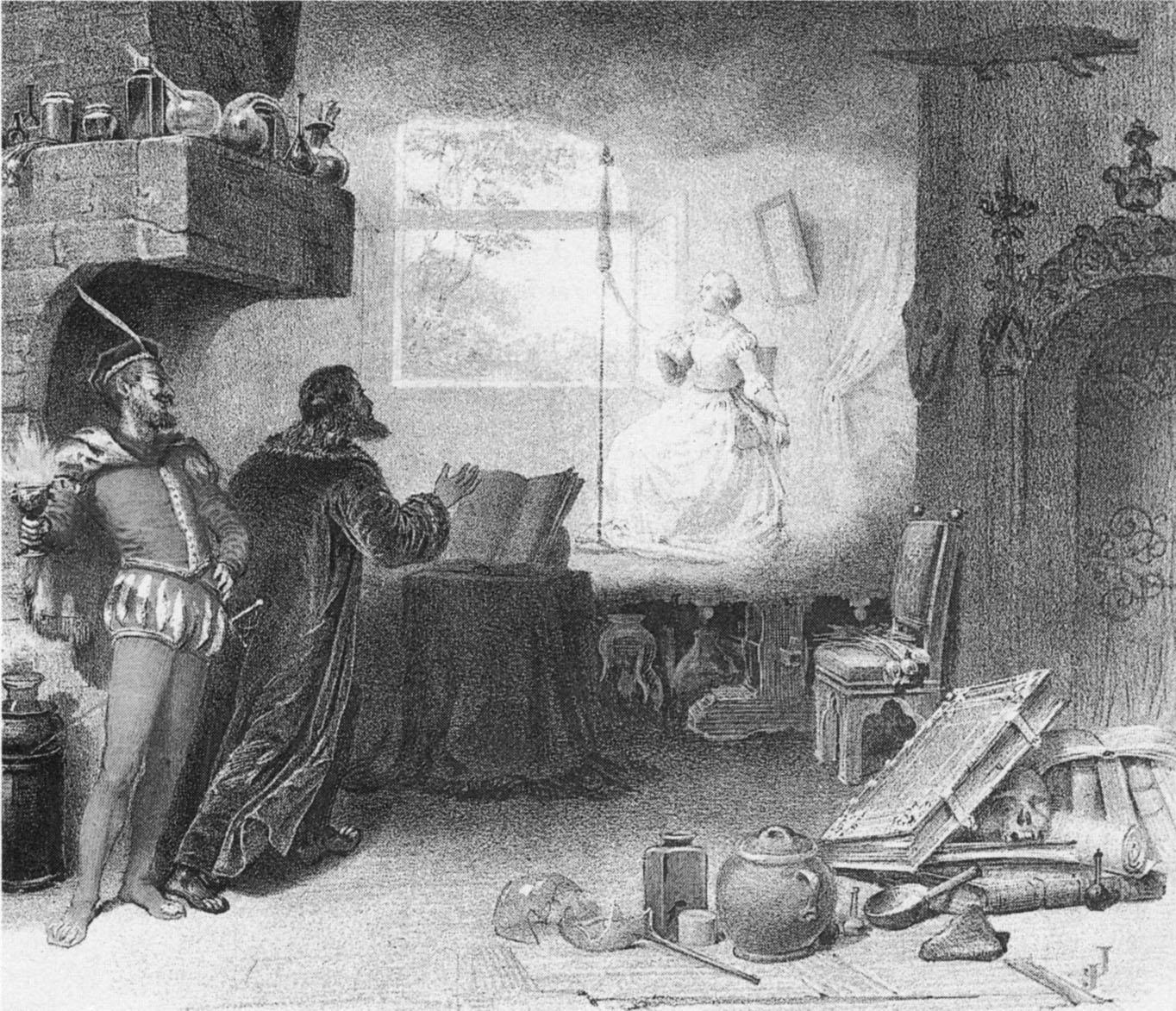
Die Erscheinung Marguerites in Fausts Studierzimmer, Illustration nach der Aufführung am Covent Garden (um 1864)

### Erster Akt

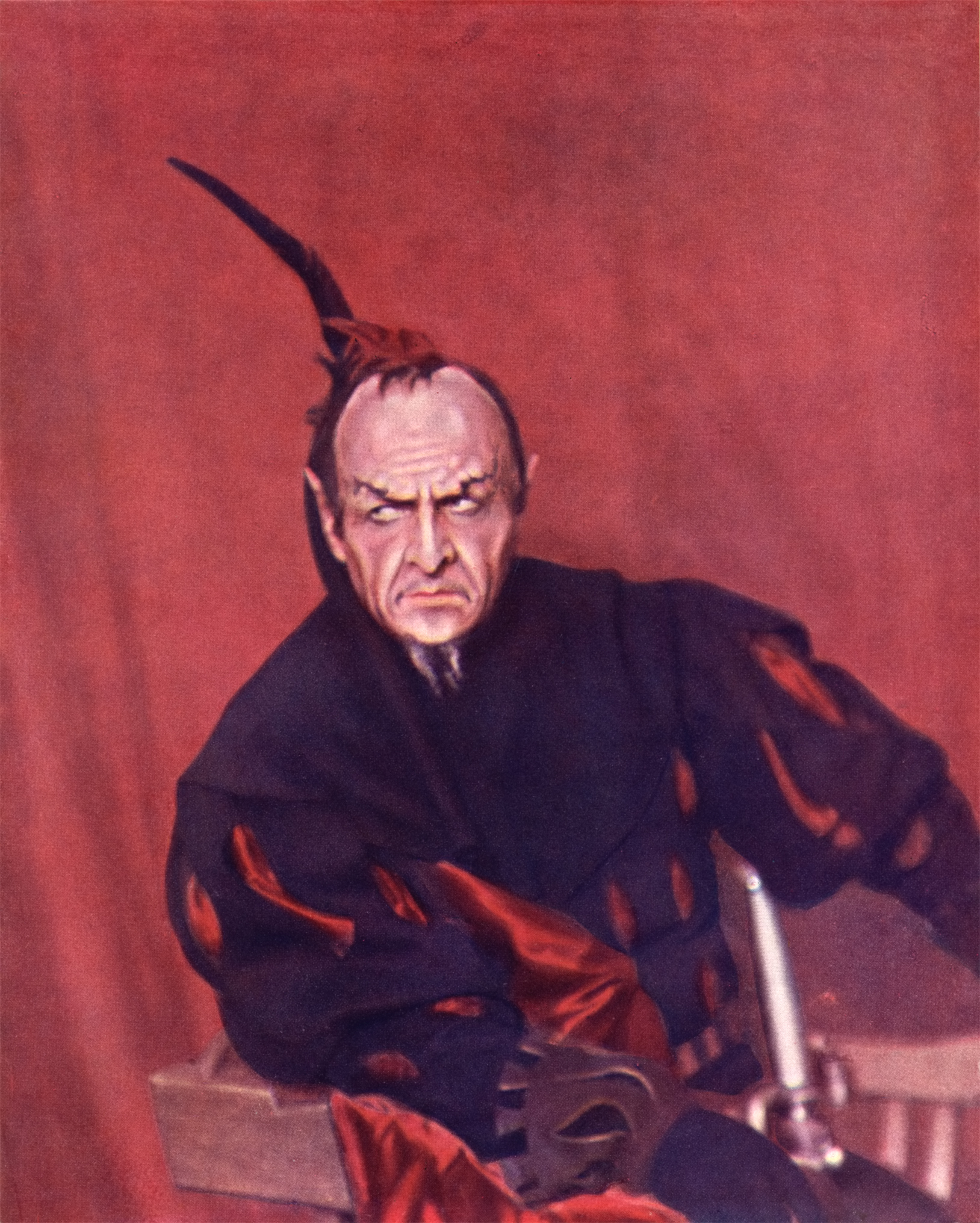
Fjodor Schaljapin als Méphistophélès (1915)

Faust sitzt in seinem Studierzimmer. Er ist alt und der dauernden Grübeleien über den Sinn des Lebens überdrüssig, weshalb er seinem Leben ein Ende setzen will. In dem Moment, als er den Giftbecher zu seinem Munde führen will, hört er von draußen den Gesang junger Frauen: « Toute la nature / S’éveille à l’amour » („Die ganze Natur erwacht zur Liebe“). Faust hadert mit Gott und dem Leben. Auf seinen Ruf nach Satan hin erscheint Méphistophélès und verheißt ihm Ruhm und Reichtümer. Daran aber hat Faust kein Interesse, denn er begehrt Jugend und Liebe. Prompt lässt Mephisto das Bild Marguerites (Margarethes) erscheinen, das Faust so sehr fasziniert, dass er sich dem Bösen verschreibt. Er erhält einen Verjüngungstrank und verlässt mit Mephisto die Gelehrtenstube.

### Zweiter Akt

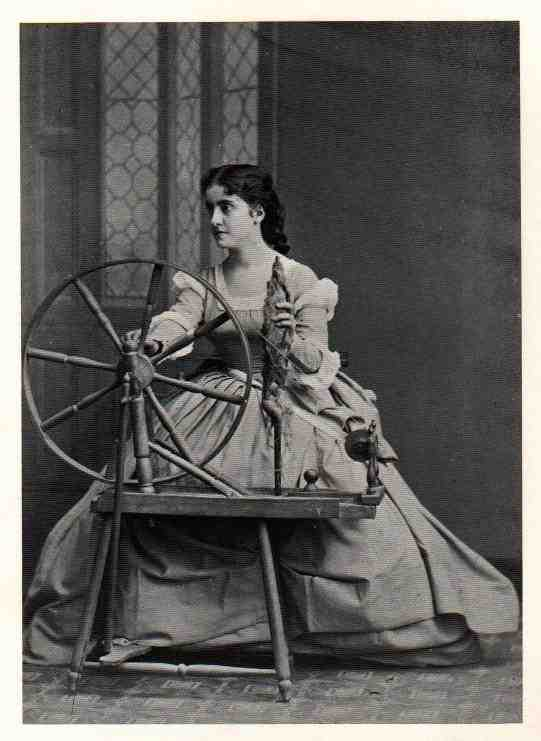
Adelina Patti als Marguerite in Gounods Faust

Viel Volk hat sich zur Kirmes vor der Stadt versammelt. Valentin tritt auf, der sich der Einberufung zu militärischen Verpflichtungen stellen muss, und betrachtet ein Amulett, das er von seiner Schwester Marguerite bekommen hat. Er unterstellt seine Schwester der Fürsorge seines Freundes Siébel. Wagner stimmt ein fröhliches Lied an, um die sorgenvollen Gedanken zu vertreiben, wird aber von Méphistophélès unterbrochen, der seinerseits das „Rondo vom goldenen Kalb“ anstimmt, in das die gesamte Gesellschaft mit einstimmt. Anschließend prophezeit er, dass Wagner beim nächsten Festungssturm zu Tode kommen wird, dass auch Valentins Ende nahe bevorstehe und dass jede Blume, die Siébel anfasst, verwelken wird. Anschließend preist er mit höhnischen Worten die Schönheit Marguerites. Valentin dringt zornig auf den Spötter ein, doch vermag seine Waffe nichts gegen den magischen Schutz, der Mephisto umgibt. Allein der Kreuzgriff des Schwertes drängt Mephisto zurück. Die Menge zerstreut sich, und Faust erinnert Mephisto an die schöne Frau, die er ihm gezeigt hat. Marguerite tritt auf, weist aber das Geleit zurück, das Faust ihr anbietet.

### Dritter Akt
Siébel pflückt im Garten nahe bei Marguerites Haus Flieder und Rosen, um Marguerite einen Strauß zu hinterlegen, doch schnell welken die Blumen in seiner Hand. Erst nachdem er sie in Weihwasser getaucht hat, ist der Bann gebrochen. Faust und Mephisto treten auf. Méphistophélès legt ein Schmuckkästchen vor Marguerites Tür nieder, das sie bald darauf findet. Sogleich öffnet sie es und legt den enthaltenen Schmuck an. Mephisto berichtet Marthe vom Tode ihres Gatten und macht ihr gleichzeitig Komplimente, die sie sich auch gefallen lässt. Währenddessen gelingt es Faust, sich Marguerite zu nähern, die ihn mit ihrer Reinheit bezaubert. Mephisto beschwört den Zauber der Nacht, um Marguerite mit Liebe zu erfüllen. Faust ist von ihrer Unschuld fasziniert und will sich von ihr entfernen, doch Mephisto hält ihn zurück, so dass Faust die Liebesworte hört, die Marguerite, sich alleine wähnend, von ihrem Fenster aus leise in die Nacht spricht. Beide stürzen sich jubelnd in die Arme, während Mephisto teuflisch lachend abgeht.

### Vierter Akt
Marguerite sitzt in ihrer Stube und beklagt ihr trauriges Los, da sie von Faust verlassen wurde und von ihren Freundinnen verspottet wird. Im Wahnsinn darüber hat sie ihr Kind getötet. Siébel besucht sie, um sie zu trösten, doch Marguerite sucht den Trost der Kirche. Sie will im Dom die Vergebung des Himmels erbitten, aber Méphistophélès erscheint und zerstört ihre letzte Hoffnung auf Gottes Gnade. Marguerite bricht ohnmächtig zusammen. Währenddessen ist Faust, den seine Untreue reut, zurückgekehrt und versucht, Marguerite ans Fenster zu locken. Valentin fordert von ihm Rechenschaft, es kommt zum Handgemenge. Valentin bezeichnet Marguerites Amulett als entweiht und wirft es von sich. Mephisto unterstützt Faust im Kampf, so dass er ohne Schwierigkeiten seinen Gegner niederstechen kann. Er reißt Faust mit sich fort. Durch das Getöse des Kampfes angelockt, kommen Leute herbei. Marguerite kniet bei ihrem sterbenden Bruder, dessen letzte Worte seiner Schwester zum Fluch werden.

### Fünfter Akt
Faust und Méphistophélès befinden sich auf dem Blocksberg zur Feier der Walpurgisnacht. In einem prächtigen Saal tobt ein orgiastisches Bacchanal. Doch schon nach kurzer Zeit hat Faust eine Erscheinung: Er sieht Marguerite mit einem roten Streifen um den Hals wie von einem Henkersbeil. Für Faust gibt es kein Halten, und er verlangt von Mephisto, zu Marguerite gebracht zu werden. Die Szene verwandelt sich. Marguerite ruht im Kerker und harrt nun des Schuldspruchs vor Gericht. Mit tiefer Bewegung betrachtet Faust die Schlafende. Sie erwacht und umarmt ihn, durchbebt von der Erinnerung an ihre erste Begegnung. Mephisto drängt auf rasche Flucht, doch Marguerite weicht bei seinem Anblick schaudernd zurück. Faust versucht, sie gewaltsam mitzunehmen, doch sie entzieht sich seinem Zugriff und bricht zusammen. Mephisto brüllt: „Gerichtet!“, ein himmlischer Chor aber antwortet: „Gerettet!“

## Wirkung

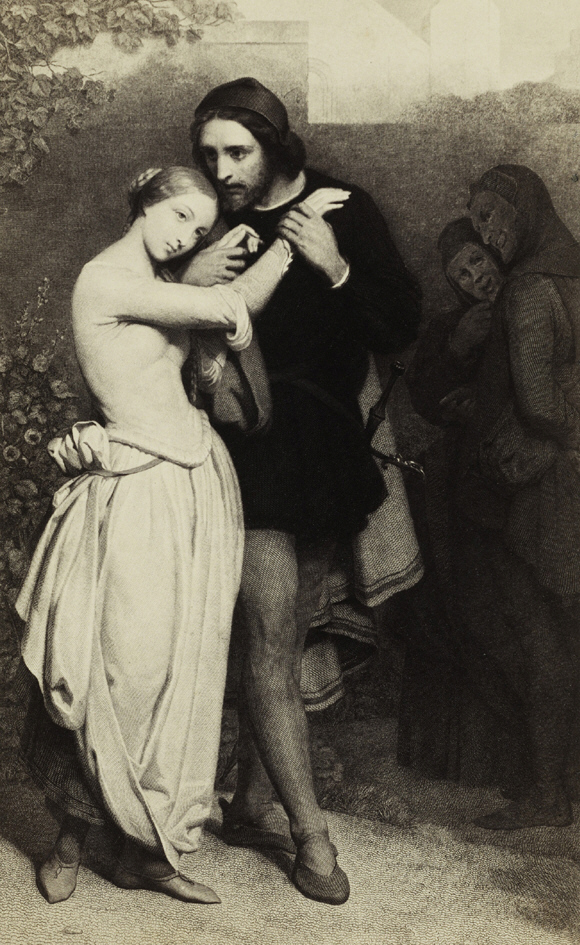
Ary Scheffer: Faust und Marguerite

Das Werk war ein großer Publikumserfolg und wird noch heute häufig aufgeführt. Pjotr Iljitsch Tschaikowski äußerte sich 1872 über die Komposition: „Zweifellos ist die Oper mit großer Meisterschaft komponiert worden, die, wenn auch nicht genial, immerhin eine Eigenart verrät.“

## Diskografie (Auswahl)
- 1953; André Cluytens; Nicolai Gedda, Boris Christoff, Victoria de los Ángeles; EMI – mono
- 1959; André Cluytens; Nicolai Gedda, Boris Christoff, Victoria de los Ángeles; EMI – stereo
- 1966; Richard Bonynge; Franco Corelli, Nicolai Ghiaurov, Joan Sutherland; Decca
- 1978; Georges Prêtre; Plácido Domingo, Nicolai Ghiaurov, Mirella Freni; EMI
- 1986; Colin Davis; Francisco Araiza, Yevgeny Nesterenko, Kiri Te Kanawa; Philips
- 1990; Michel Plasson; Richard Leech, José van Dam, Cheryl Studer; EMI
- 1993; Carlo Rizzi; Jerry Hadley, Samuel Ramey, Cecilia Gasdia; Warner Classics

## Sonstiges
Der preußische Militärmusiker Gottfried Piefke komponierte nach Motiven dieser Oper den Margarethenmarsch (Armeemarsch II, 182), der heute zu den bekanntesten deutschen Militärmärschen gehört.
Der Soldatenchor war der langsame Marsch des britischen Guards Machine Gun Regiments, welches seine Wurzeln 1915 im Ersten Weltkrieg hatte, bis 1920 existierte und zu den Garderegimentern zählte. Dieses nahm 1919 an Trooping the Colour teil, wo auch der Marsch erklang. In Erinnerung an dieses Ereignis wurde 2019 der Marsch ebenfalls gespielt.
Der belgische Comiczeichner Hergé verwendete in seinen Tim-und-Struppi-Heften die Juwelenarie der Margarethe (« Ah, je ris de me voir si belle ») als Paradestück der fiktiven Opernsängerin Bianca Castafiore.
Im Zauberberg von Thomas Mann wird das „Gebet des Valentin“ in den Kapiteln „Fülle des Wohllauts“ und „Fragwürdigstes“ gegen Ende des Werkes verwendet.
Martin Scorseses Film Zeit der Unschuld von 1993 zeigt zu Beginn eine Szene aus der Oper (Duett Marguerite/Faust: „Il se fait tard! … adieu!“, dritter Akt).